# Model Harris-Todaro
Model Harris-Todaro – model wykorzystywany w rozwoju gospodarczym. Wyjaśnia pewne kwestie dotyczące migracji z obszarów wiejsko-miejskich.
Model opiera się na decyzji o migracji na podstawie oczekiwanych różnic w dochodach pomiędzy obszarami wiejskimi i miejskimi, a nie samej różnicy płac. Oznacza to, że decyzja o migracji z terenów wiejskich do miejskich, w kontekście wzrostu bezrobocia miejskiego, będzie ekonomicznie racjonalna, jeżeli spodziewany dochód osiągnięty w mieście przekroczy dochód otrzymywany na wsi.

## Przegląd
Model zakłada, że równowagi zostaną osiągnięte, gdy oczekiwane wynagrodzenie w obszarach miejskich, skorygowane o wskaźnik bezrobocia, jest równe krańcowej produktywności pracownika rolnego. Model zakłada, że bezrobocie nie istnieje w wiejskim rolnictwie. Ponadto zakłada się, że wiejska produkcja rolna i rynek pracy są bardzo konkurencyjne. W rezultacie płaca w obszarach wiejskich jest równa krańcowej produktywności rolnej. Równowaga migracji z obszarów wiejskich do miejskich będzie utrzymana, gdy oczekiwana płaca w obszarach miejskich będzie równa wiejskim dochodom.

## Dowód
Formalne objaśnienie równowagi modelu Harris-Todaro wygląda następująco:
- niech {\displaystyle r} będzie stawką wynagrodzenia (marginalna produktywność pracy) w obszarach wiejskich rolnictwa,
- niech {\displaystyle l_{e}} będzie całkowitą liczną dostępnych miejsc pracy w mieście, która powinna być liczbie zatrudnionych pracowników miejskich,
- niech {\displaystyle l_{us}} będzie całkowitą liczbą osób poszukujących pracy zatrudnionych i bezrobotnych, w sektorze miejskim,
- niech {\displaystyle w_{u}} będzie stawką wynagrodzenia w sektorze miejskim, którego prawo ustalenia miałby rząd, jako płacę minimalną.

W równowadze,
{\displaystyle w_{r}={\frac {l_{e}}{l_{us}}}w_{u}.}
Innymi słowy, oczekiwana stawka rolnego wynagrodzenia równa się spodziewanej stawce miejskiego wynagrodzenia, które jest iloczynem miejskiego wynagrodzenia i liczby dostępnych miejsc pracy w ogóle poszukujących pracy w mieście.
Migracja z obszarów wiejskich do miejskich będzie miała miejsce, gdy:
{\displaystyle w_{r}<{\frac {l_{e}}{l_{us}}}w_{u}.}
Natomiast migracja z obszarów miejskich do wiejskich będzie miała miejsce, gdy:
{\displaystyle w_{r}>{\frac {l_{e}}{l_{us}}}w_{u}.}

## Wnioski
W związku z tym migracja z terenów wiejskich do miast wzrośnie, gdy:
- miejskie stawki {\displaystyle (w_{u})} w miejskich sektorach {\displaystyle (l_{e})} zwiększą oczekiwane dochody miejskie,
- w rolnictwie spadek, zmniejszenie krańcowej produktywności i płac w sektorze rolnictwa {\displaystyle (w_{r}),} zmniejszenie oczekiwanych dochodów na obszarach wiejskich.

Migracja z obszarów wiejskich do miejskich powoduje przeludnienie i bezrobocie w miastach, przekraczając liczbę tworzonych nowych miejsc pracy, co doprowadza do pracy w szarej strefie. Jednak pomimo tworzenia bezrobocia i szarej strefy pobudza wzrost. Jest ekonomicznie racjonalnym postępowaniem maksymalizującym użyteczność.
Dopóki podmioty migracji mają pełne i dokładne dane na temat obszarów wiejskich i miejskich stawek wynagrodzeń, dopóty prawdopodobieństwo maksymalizacji dochodu jest realne.